# Дітенгофен
Дітенгофен (нім. Dietenhofen) — громада в Німеччині, розташована в землі Баварія. Підпорядковується адміністративному округу Середня Франконія. Входить до складу району Ансбах.
Площа — 63,96 км2. Населення становить 5593 ос. (станом на 31 грудня 2020).

## Географія
Це маленьке село розташоване на Франконських висотах приблизно за 28 км на захід від Нюрнберга, 14 км на північний схід від Ансбаха та 38 км на схід від Ротенбурга на Таубері. Окрім головного села, до Дітенгофена також належать 27 підпорядкованих населених пунктів:
- Адельмансдорф
- Андорф
- Дітенгольц
- Еберсдорф
- Фрікендорф
- Гьоттельдорф
- Гаунольдсгофен
- Герперсдорф
- Гьофен
- Гьорляйнсдорф
- Кельмюнц
- Кляйнгаберсдорф
- Кляйнгаслах
- Лентерсдорф
- Леонрод
- Метлах
- Мосмюле
- Мюнхцелль
- Нойдітенгольц
- Нойдорф

- Обершлауерсбах
- Ротлайтен
- Рюдерн
- Зойберсдорф
- Штольцмюле
- Вальбургсвінден
- Варцфельден

## Галерея

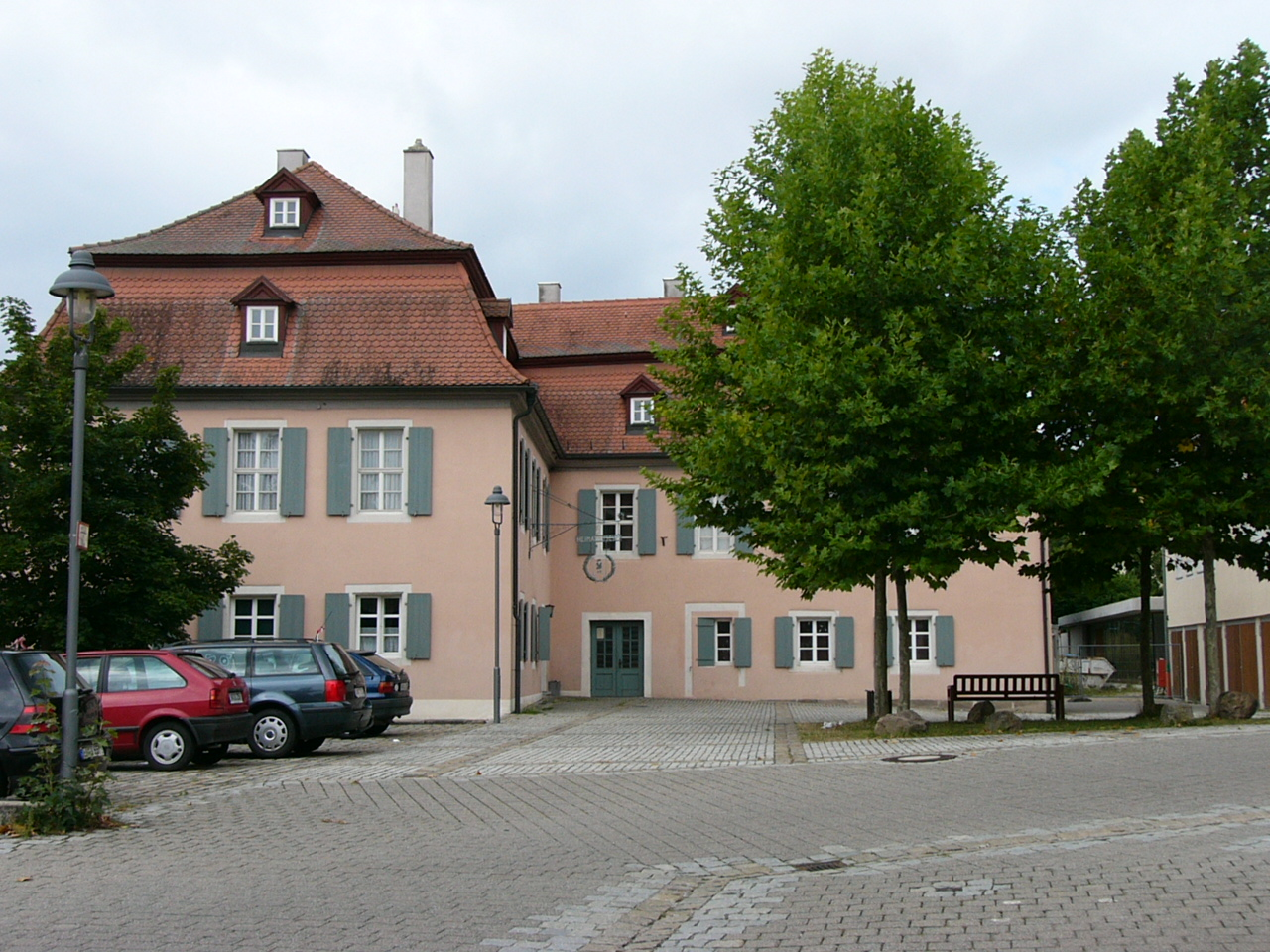
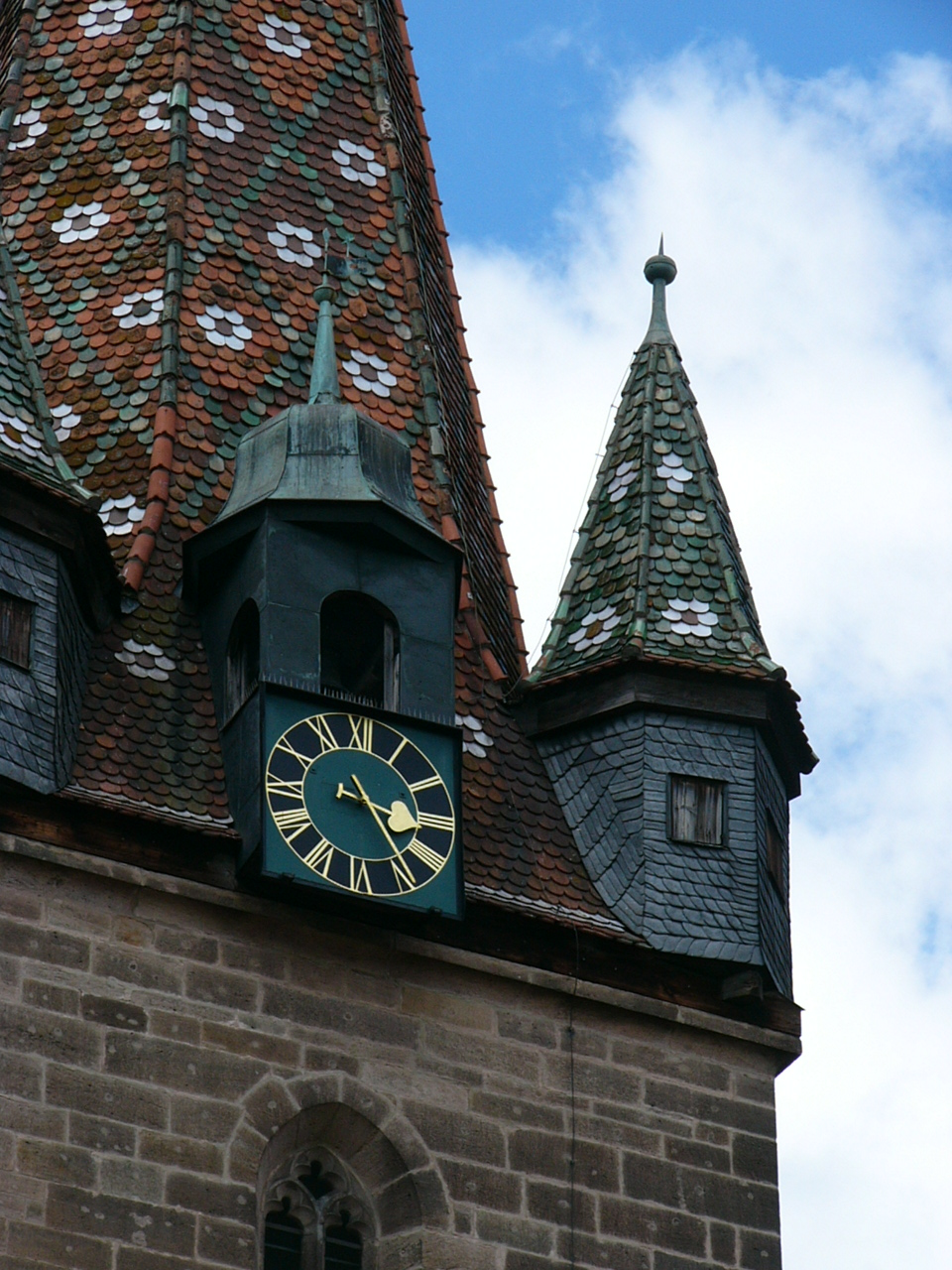